# Atocion
Atocion – rodzaj roślin z rodziny goździkowatych. Obejmuje 6 gatunków. Występują one w niemal całej Europie z wyjątkiem zachodnich i południowych jej krańców oraz w północno-zachodniej Azji. W Polsce jedynym przedstawicielem rodzaju dziko rosnącym jest lepnica baldaszkowa Atocion armeria, przy czym tradycyjnie rośliny te wyodrębniane są jako lepnica litewska Silene lithuanica (po rewizji taksonomicznej cechy diagnostyczne dla tego taksonu uznane zostały za nieuzasadniające jego wyróżnianie). A. armeria rośnie jako gatunek introdukowany na różnych kontynentach. Jako rośliny ozdobne uprawiane bywają lepnica baldaszkowa A. armeria i lepnica zwarta A. compactum.

## Morfologia
PokrójRośliny zielne, jednoroczne lub krótkowieczne byliny z korzeniem palowym. Pędy nagie, często sino lub szarawo owoszczone, w górnej części pędów często mniej lub bardziej ogruczolone i lepkie.
LiścieNaprzeciwlegle, całobrzegie i nagie.
KwiatyZebrane w wierzchotki dwuramienne na szczycie pędu, czasem gęsto skupione. Kwiaty wsparte są błoniastymi lub obłonionymi przysadkami. Kielich o działkach zrośniętych w długą rurkę. Płatki różowe lub czerwone, rzadko jasnoróżowe (A. lerchenfeldianum) lub białe (A. rupestre). Pręcików jest 10 i pojedynczy, górny słupek powstający z trzech owocolistków, o długiej szyjce i 3 znamionach.
OwoceJajowate do elipsoidalnych torebki o długości do 1 cm.

## Systematyka
Pozycja systematyczna
Rodzaj z plemienia Sileneae z rodziny goździkowatych Caryophyllaceae. Jest blisko spokrewniony z rodzajami: słonecznica Heliosperma, smółka Viscaria i Eudianthe, przy czym jego rodzajem siostrzanym jest Viscaria. Gatunki z rodzaju Atocion tradycyjnie włączane były zwykle do rodzaju lepnica Silene (stąd polskie nazwy zwyczajowe), który także należy do tego samego plemienia, jednak jest filogenetycznie bardziej odległy niż ww. rodzaje. 
Wykaz gatunków
- Atocion armeria (L.) Raf. – lepnica baldaszkowa (w tym też lepnica litewska)
- Atocion compactum (Fisch. ex Hornem.) Tzvelev – lepnica zwarta
- Atocion lerchenfeldianum (Baumg.) M.Popp
- Atocion reuterianum (Boiss. & C.I.Blanche) Frajman
- Atocion rupestre (L.) Oxelman – lepnica skalna
- Atocion scythicinum (Coode & Cullen) Frajman